# Serpeta cega
La serpeta cega (Blanus cinereus) és un llangardaix àpode del subordre Amphisbaenia.

## Distribució i hàbitat
La serpeta cega forma part de la fauna del País Valencià.
Es troba puntualment a la secció meridional de la península Ibèrica, aproximadament al sud de l'Ebre i del Duero.
Els hàbitats naturals d'aquest animalet són els boscos de pins, erms i també els camps de conreu.

## Morfologia i hàbits
La serpeta cega és un petit rèptil de coloració variable que a primera vista sembla un cuc de terra un xic grassonet. Només arriba a mesures petites situades normalment entre 10 i 20 cm.
Les colobretes cegues són tímides. Els agrada amagar-se sota les pedres i troncs caiguts, a on es refugien durant les temporades seques, compartint el refugi amb la sargantana corredora. Poden romandre ocultes de juny a novembre si la falta d'humitat és extrema. A camp obert es poden trobar després de les tempestes.
S'alimenten de cucs, papaorelles, i d'altres petits invertebrats. De vegades s'han trobat vivint dintre de les formigueres. Es reprodueixen de forma ovípara.
La serpeta cega es troba amenaçada principalment a causa de la desaparició gradual del seu hàbitat, degut a la proliferació d'urbanitzacions, autopistes, camps de golf, etc. A part d'això, els principals enemics d'aquestes colobretes són l'aligot, el xoriguer i la serp de Montpeller.